# Asclepiodoro (pintor)
Asclepiodoro  de Atenas (en griego antiguo: Ἀσκληπιόδωρος) fue un pintor contemporáneo de Apeles (pintor de Alejandro Magno), del siglo IV a. C., que, según relata Plinio el Viejo, lo consideraba superior a él mismo en cuanto a simetría y corrección del diseño. Plutarco lo ubica entre los grandes pintores junto con Eufránor y Nicias.
Su nombre es un derivado del dios de la medicina, Asclepio, algo común en la antigüedad, como el caso de Apolodoro o Apolonio (por el dios Apolo).